# Nationaal Congres (Brazilië)

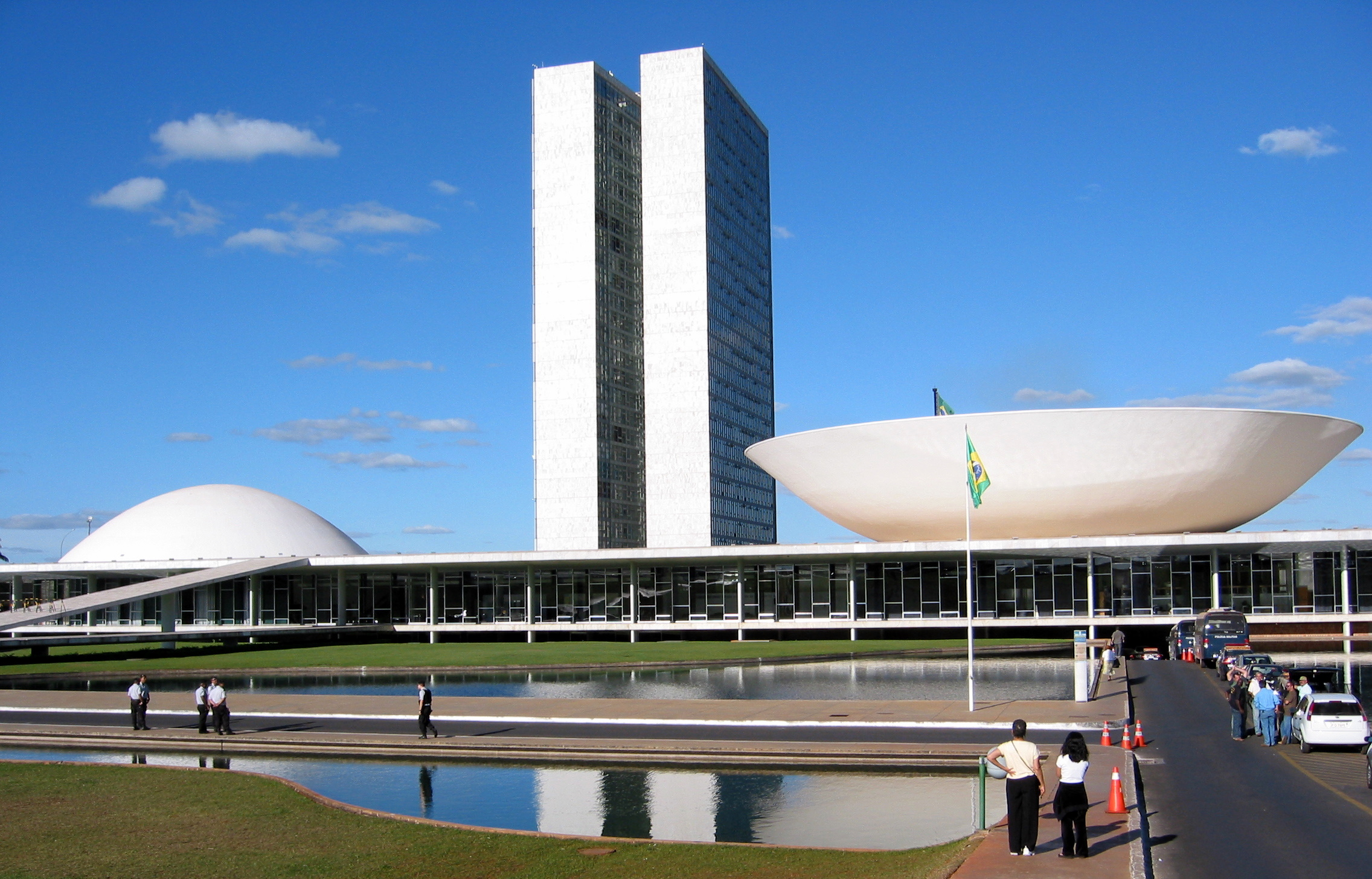
Het Nationaal Congres

Het Nationaal Congres (Portugees: Congresso Nacional) is het tweekamerparlement van Brazilië. Het Nationaal Congres bestaat uit een hogerhuis (Federale Senaat) en een lagerhuis (Huis van Afgevaardigden).

## Hogerhuis: Federale Senaat
De Federale Senaat (Senado Federal) telt 81 zetels, drie senatoren voor iedere deelstaat en drie voor het Federaal District (de hoofdstad Brasilia en omgeving) gekozen voor een termijn van acht jaar. Om de vier jaar (tegelijkertijd met de presidentsverkiezingen en de verkiezingen voor het Huis van Afgevaardigden) dient de kiesgerechtigde bevolking een deel van de Senaat te kiezen (twee derde van de zetels, vier jaar later de resterende zetels). Verkiezingen worden op basis van het meerderheidsstelsel gehouden.

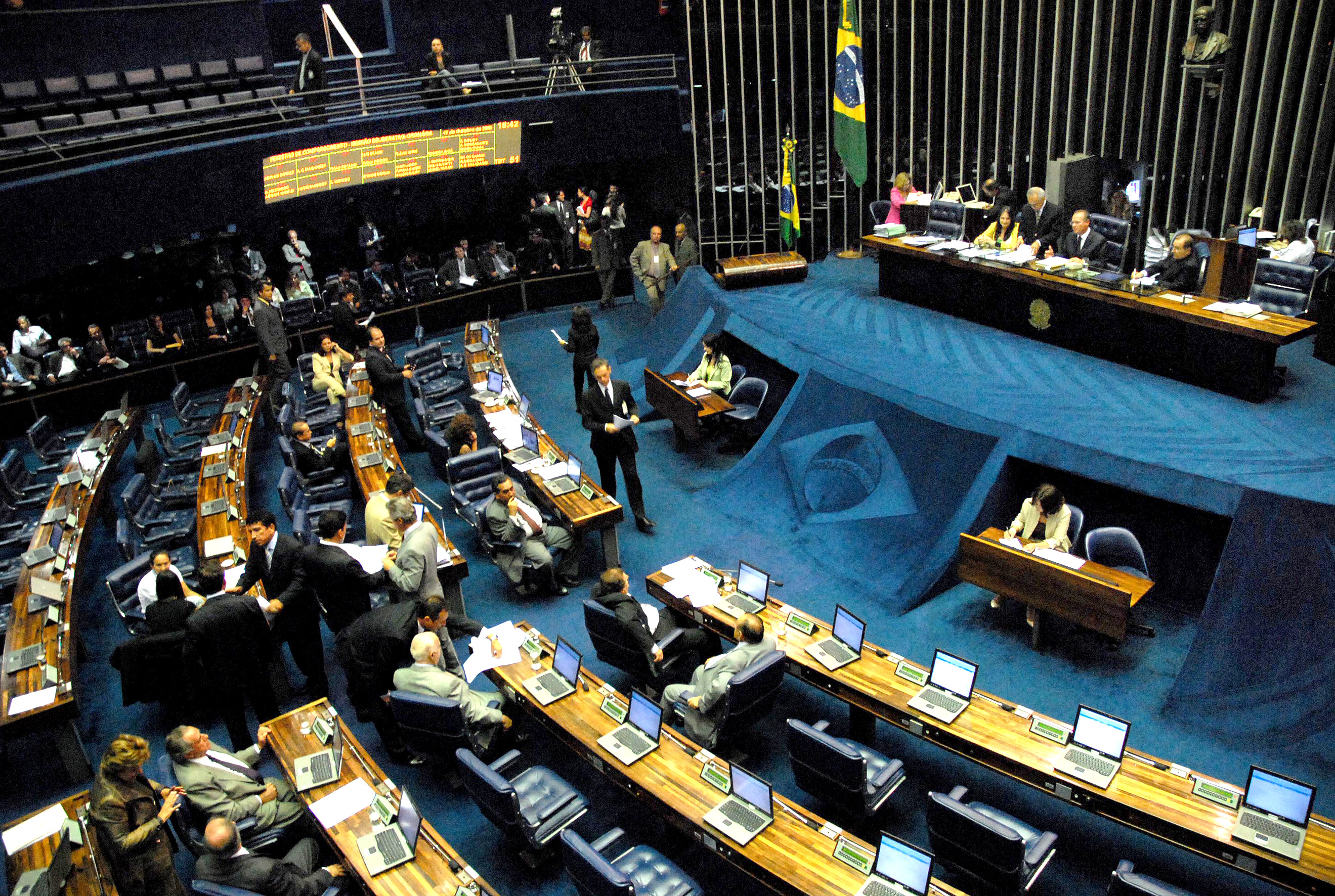
Federale Senaat
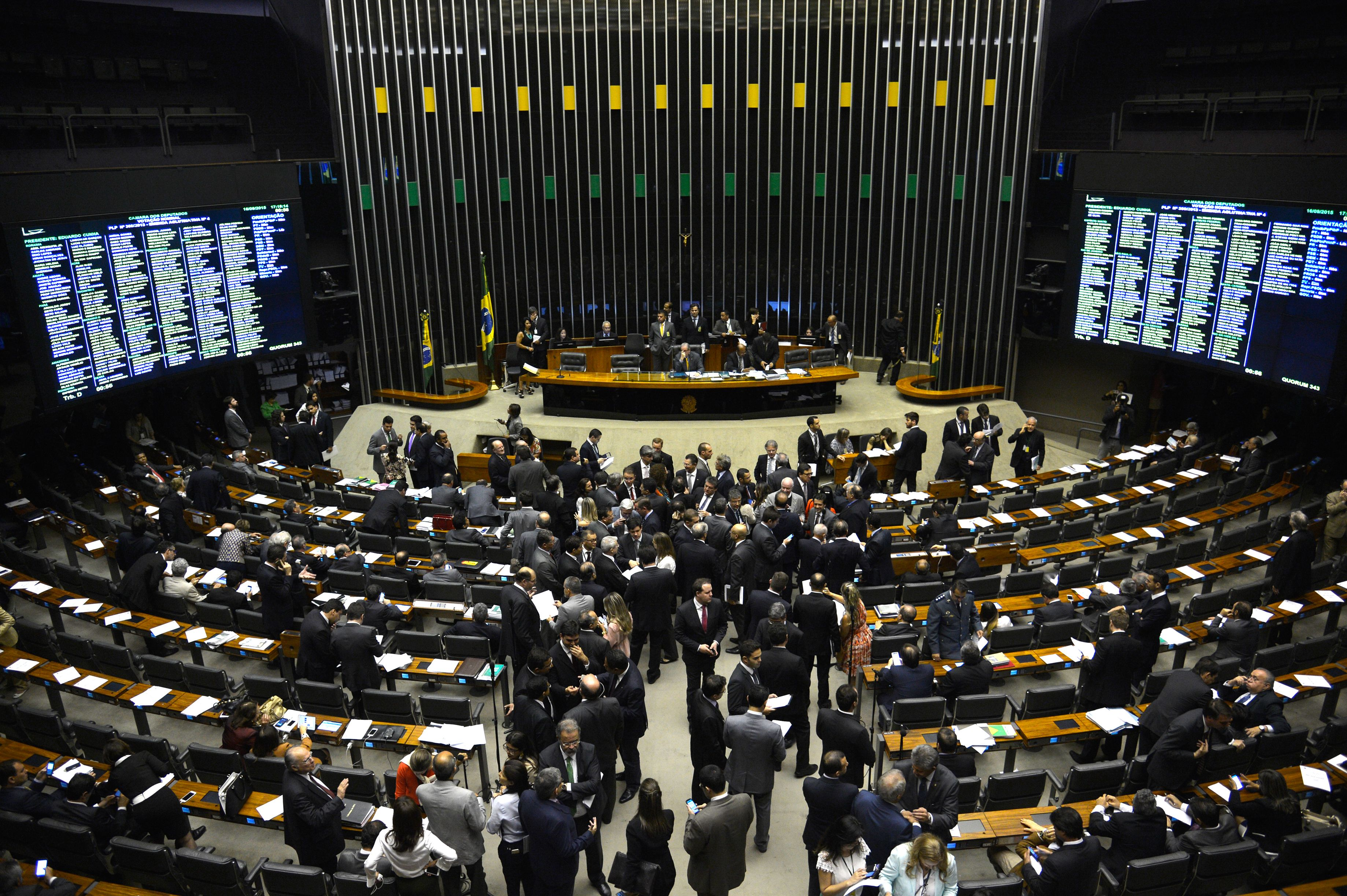
Huis van Afgevaardigden

## Lagerhuis: Huis van Afgevaardigden
Het Huis van Afgevaardigden (Câmara dos Deputados) telt 513 zetels. De leden van het Huis van Afgevaardigden worden door middel van het stelsel van evenredige vertegenwoordiging gekozen voor een termijn van vier jaar. Naargelang het inwonersaantal van een deelstaat worden de zetels in het Huis van Afgevaardigden verdeeld: de deelstaat met de meeste inwoners heeft recht op de meeste zetels, de deelstaat met de minste inwoners heeft het recht op de minste zetels. Er zijn wel maxima en minima gesteld: 70 zetels voor de inwoners van de bevolkingsrijke deelstaat en acht zetels voor de minst bevolkingsrijke deelstaat.
De beide kamers van het Nationaal Congres zijn ondergebracht in het gebouw voor het Nationaal Congres in Brasilia. Het gebouw is ontworpen door de architect Oscar Niemeyer in de stijl van de Braziliaanse moderne architectuur.